# Goldstein (Hundesossen)

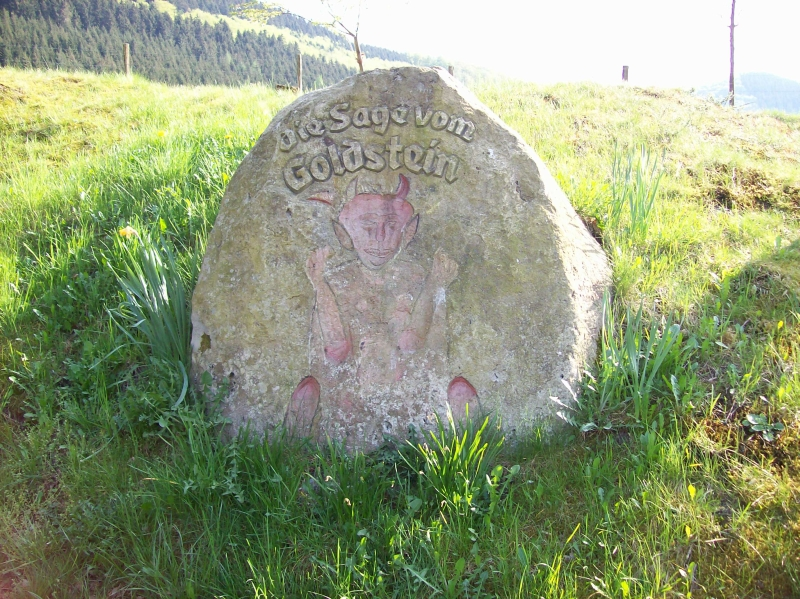
Der Goldstein bei Hundesossen

Der Goldstein bei Hundesossen ist der zweite von Menschen aufgestellte Goldstein beim Schmallenberger Ortsteil Hundesossen. Dieser zweite Goldstein steht heute 700 Meter von dem ehemaligen Goldstein entfernt, der beim Bau der Bahnstrecke Altenhundem–Wenholthausen 1885 gesprengt wurde. Um den Stein ranken sich zwei Sagen; eine Ballade handelt von ihm.

## Geschichte
Laut dem Heimatforscher F.A. Borggreve weist der Stein auf eine ehemalige keltische Hinrichtungsstätte hin.
Außerdem stand der Stein früher für das Gruselige, da wahrscheinlich durch austretende Gase aus dem morastigen Boden die Legende entstand, Irrlichter würden dort ihr Unwesen treiben.
Da es damals keine befestigte Straße in der dunklen Gegend gab, mussten Menschen mit ihren Pferden über den morastigen Boden laufen.
1885 wurde der ehemalige Stein dann bei dem Bau einer Eisenbahnstrecke gesprengt und 700 Meter weiter ein neuer Goldstein aufgestellt.

## Sagen
Um den Goldstein ranken sich zwei verschiedene Sagen: Zum einen sollen dort „Seelen“ genannte Irrlichter ihr Unwesen treiben, welche wahrscheinlich durch austretende Gase aus dem morastigen Boden verursacht wurden.
Zum anderen besagt die wohl bekanntere Sage, dass in der Walpurgisnacht die Hexe und der Teufel, angetrunken vom Met, über den Himmel  jagten, woraufhin die Hexe übermütig wurde und den Teufel herausforderte, er solle von dem einen auf den anderen Berg springen. Falls die Hexe gewinnen sollte, solle sie vom Teufel seinen Goldschatz bekommen. Dieser nahm all seinen Mut zusammen, sprang und prallte mit seinem Kopf, seinen Ellbogen und seinen Knien gegen jenen Felsen, welches durch fünf Vertiefungen in dem Felsen belegt werden soll. Daraufhin verfluchte der Teufel seinen Goldschatz unter den Goldstein. Von dieser Legende handelt auch eine Ballade.